# جامع محمود باشا الجاف
جامع محمود باشا الجاف هو من مساجد العراق التاريخية الأثرية في ديالى، ويقع في ناحية السعدية حي الوحدة، ولقد بني عام 1311هـ/1893م، في عهد الدولة العثمانية، على نفقة (محمود باشا) وهو من أغنياء المنطقة ووجهائها، وتبلغ مساحة الجامع 2000م2 تقريباً، ويحتوي على مصلى يتسع لأكثر من 500 مصل، وحوله طارمة (باحة) وحديقة جميلة، وفيهِ منارة مئذنة قديمة يبلغ ارتفاعها عشرون مترا، ولقد أجريت عليه بعض أعمال الصيانة من قبل عائلة الجاف عام 1997م، علما إن سقف الحرم مبني على طريقة القباب الإسلامية القديمة، ويحتوي على عشرة قباب، وما زال الجامع محافظاً على طابعهِ التراثي المميز، ويعتبر من أهم المعالم التأريخية الأثرية في منطقة السعدية.
وتقام في الجامع حاليا صلاة الجمعة وصلاة العيدين والصلوات الخمس المكتوبة.